# ナルニーシュ・ニール
ナルニーシュ・ニール（Nalneesh Neel、1984年10月13日 - ）は、インドのボリウッドで活動する俳優。

## 生い立ち
ビサルプル出身。学校を卒業後にシャージャハーンプルに移住し、ダリップ・アーナンドに師事して演劇を学んだ。

## キャリア
俳優デビュー後は『ライース』『Fukrey Returns』『Shuddh Desi Romance』『きっと、またあえる』などの長編映画に出演した。この他にも『The Foreigner』『Acche Din』『Umeed』などの短編映画にも出演している。また、インド経済に関する広告キャンペーン「Prem Ratan Dhan Payo, 5rs ki maut」「The case video Must Go On」、NGOが実施する「No to Violence, Yes to Love」、企業広告「SAMCO」「Kisan Pipe」「Cello Pen Maxtreme」に出演している。ナルニーシュは自身が所属するSRSエンターテインメントの劇場に定期的に出演している。

## フィルモグラフィー
- Shuddh Desi Romance（2013年）
- Acche Din（2016年）
- ライース（英語版）（2017年）
- Fukrey Returns（2017年）
- The Foreigner（2017年）
- III Smoking Barrels（2018年）
- マニカルニカ ジャーンシーの女王（2019年）
- きっと、またあえる（2019年）
- Gulabo Sitabo（2020年）